# Szennoferi
Szennoferi vagy Szennofer ókori egyiptomi kincstárnok volt a XVIII. dinasztia idején.

## Élete
Apja Watet-Hór hivatalának elöljárója, Haidzsehuti; anyját Szitdzsehutinak hívták. Felesége Taimau, lánya Renena. Szennoferi pályája II. Thotmesz uralkodása alatt kezdődött és Hatsepszut alatt is folytatódott, majd III. Thotmesz alatt lett „a pecsét felügyelője”, azaz kincstárnok, valamint „Ámon arany földjeinek felügyelője”. Pályája végén a hercegek nevelőjévé nevezték ki. Szennoferi elődje kincstárnokként Tai volt, akit III. Thotmesz 25. évében még említenek; Szennoferit elsőként egy, a 28. és 35. uralkodási év között keletkezett papirusz említi először.
Fennmaradt egy neki készült szentély esz-Szibajában, egy kőfejtőrégióban Thébától kb. 65 km-re délre. Sírja a thébai nekropolisz Sejh Abd el-Kurna nevű részén lévő TT99. Szennoferi rokona lehetett Amenhotepnek, Ámon főpapjának, a C.3 sír tulajdonosának, mert említik nevét ebben a sírban, saját sírjából pedig előkerült Amenhotep egy szobra.

## Fordítás
- Ez a szócikk részben vagy egészben  a   Sennefer (treasurer) című angol Wikipédia-szócikk ezen változatának fordításán alapul.  Az eredeti cikk szerkesztőit annak laptörténete sorolja fel. Ez a jelzés csupán a megfogalmazás eredetét és a szerzői jogokat jelzi, nem szolgál a cikkben szereplő információk forrásmegjelöléseként.

## Külső hivatkozások
- Szennoferi és családja (angolul)